# ديدييه مارتيل
ديدييه مارتيل (26 أكتوبر 1971 بسانت رافاييل في فرنسا - ) (بالفرنسية: Didier Martel)‏ هو لاعب كرة قدم فرنسي في مركز الوسط. لعب مع باريس سان جيرمان وفيتيسه آرنهم ونادي أوترخت ونادي أوكسير ونادي شاتورو ونيم أولمبيك وهيلموند سبورت وأسوا فالنس ‏ وGallia Club Lunel ‏.

## وصلات خارجية
- ديدييه مارتيل على موقع قاعدة بيانات كرة القدم.إي يو (الإنجليزية)
- ديدييه مارتيل على موقع عالم كرة القدم.نت (الإنجليزية)